# رود ديهافن
رود ديهافن (بالإنجليزية: Rod DeHaven)‏ هو عداء مراثوني أمريكي، ولد في 21 سبتمبر 1966.

## وصلات خارجية
- رود ديهافن على موقع الاتحاد الدولي لألعاب القوى (الإنجليزية)
- رود ديهافن على موقع أوليمبيديا (الإنجليزية)
- رود ديهافن على موقع قاعة داكوتا الجنوبية للمشاهير الرياضية (الإنجليزية)